# Vale do Anhangabaú
Vale do Anhangabaú é uma região do centro da cidade de São Paulo, situada entre a Praça da Bandeira e o Viaduto Santa Ifigênia. É um espaço público comumente caracterizado como parque, onde tradicionalmente se organizam eventos, como manifestações públicas, comícios políticos, apresentações e espetáculos populares. É considerado o ponto que separa o Centro Velho do Centro Novo.
Atualmente, os 43 mil metros quadrados do Vale do Anhangabaú são utilizados como um local de passagem para pessoas que desejam transitar entre as regiões leste e oeste do Centro, podendo ser definido como um extenso calçadão sob um entroncamento rodoviário. O espaço também interliga-se a outras praças da área central, como a Praça Ramos de Azevedo, justaposta ao Vale, ao Largo São Bento, por meio das escadarias do Metrô e a Praça da Bandeira, que atualmente abriga um terminal de ônibus. O Vale do Anhangabaú é atendido pela Estação Anhangabaú da Linha 3–Vermelha do Metrô de São Paulo e pela Estação São Bento da Linha 1–Azul.
Com jardins, obras de arte e três chafarizes, o Vale do Anhangabaú é hoje um cartão postal do Centro de São Paulo, de onde é possível vislumbrar edifícios, igualmente caracterizados como cartões-postais, como o Martinelli, o Banespa, o Teatro Municipal, o Shopping Light e o Edifício Matarazzo, sede da Prefeitura. O espaço também exerce a função de palco para a Virada Cultural, um evento tradicional da capital paulista que promove shows e atividades culturais pela cidade.
Devido a sua ampla dimensão, o Vale é considerado um espaço adequado para reuniões públicas de grande porte e foi até mesmo palco do maior comício público brasileiro, as manifestações das Diretas Já, organizadas em 16 de abril de 1984, quando foi recebido cerca de 1,5 milhão de pessoas. Além de se encontrar em uma região que abriga todos os locais mencionados acima, o Vale do Anhangabaú está inserido também perto do Conservatório Dramático e Musical de São Paulo, que se denomina como a Escola de Dança de São Paulo, conhecida também como Escola de Dança do Theatro Municipal de São Paulo (EDTMSP). Basicamente, trata-se de um campus de uma universidade que concentra aulas sobre dança pública na cidade.
No entanto, algumas de suas características são também desafios que impedem a melhor circulação e o fluxo de pessoas em seu espaço, assim como o não-aproveitamento da extensão de seu local. Ainda que o Vale se localize no centro histórico da cidade, há falta de sinalização e falta de conexões entre as estações de metrô e de transporte público, para que pessoas cheguem ao local a pé ou por meio destes; além disso, o meio-ambiente e o conforto do local são prejudicados pela poluição, pelo ruído e pela poeira gerados pela via expressa que se localiza sob o Vale. 
Outra questão é que os edifícios próximos contam com poucas atividades voltadas para o público. Por causa disso, o local torna-se pouco convidativo para atividades ligadas ao lazer e faz com que as pessoas não o aproveitem como um parque, por exemplo. Além disso, o fato de haver muitas escadas no vale, justamente por causa dos desníveis que existem na região, é uma barreira de acesso.

## História

### Origem e primeiras ocupações

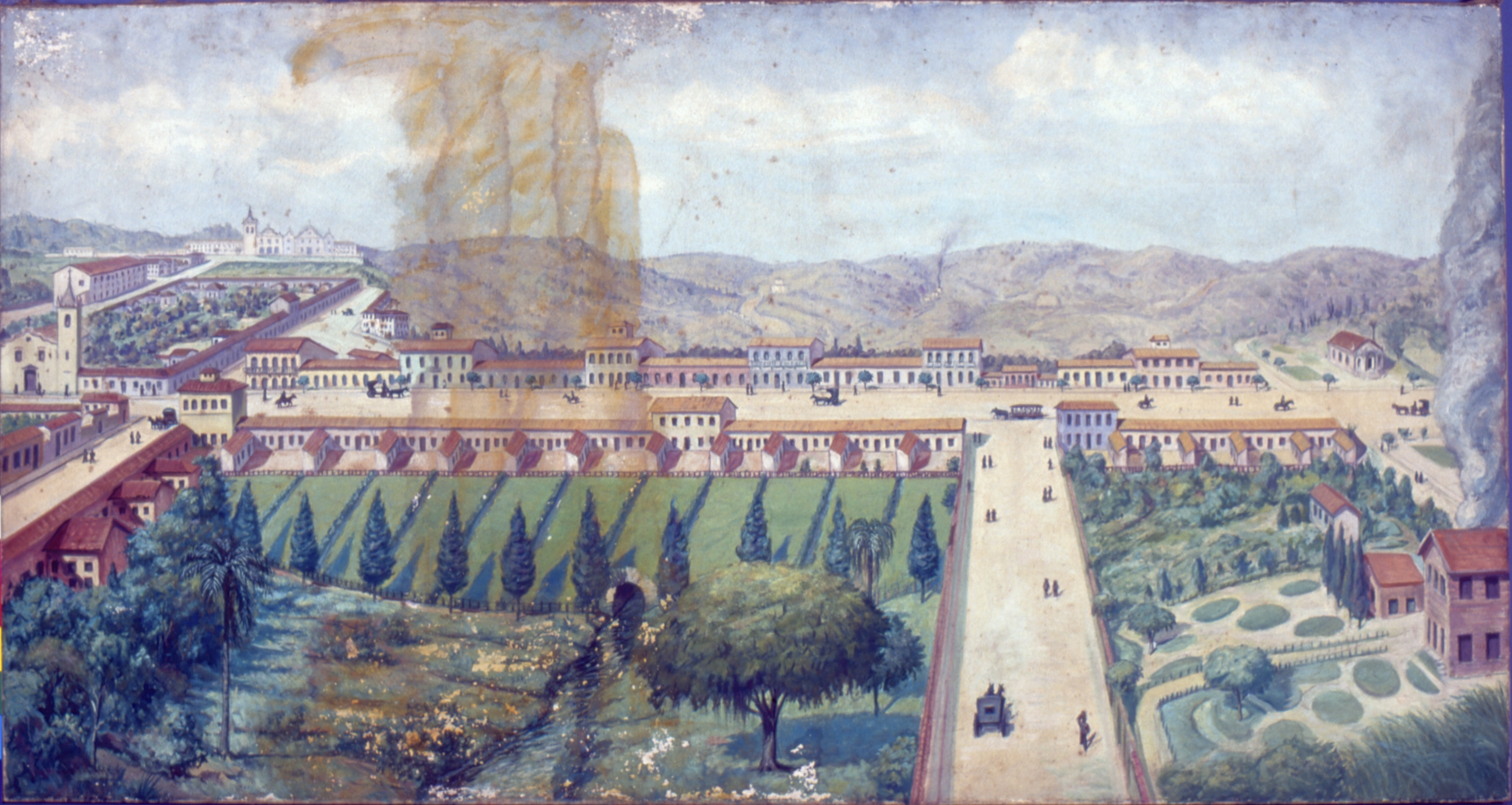
Projeto de aterro para o Anhangabaú, 1878

O vale do Anhangabaú tem suas orígens no Ribeirão Anhangabaú, que surge como Córrego Saracura, fluindo ao longo da Avenida 9 de Julho antes de adentrar o próprio vale e alcançar sua foz no Rio Tamanduateí, à beira do Mercado Municipal. Assim, o Tamanduateí constitui uma espécie de delta com o seu principal afluente, o Anhangabaú. Este econtro dos rios compõe o icônico trinagulo histórico de São Paulo, cuja acrópole outrora situava-se a aldeia do Inhapuambuçu, onde viveu o cacique Tibiriça e Potira. O nome Anhangabaú deriva de uma entidade sobrenatural denominada Anhangá, comumente retratada como um cervídeo branco, de porte atroz e olhos vermelhos de fogo, reconhecido pelos Tupi como o protetor da caça e da pesca na região. Devido à sua natureza agressiva e por vezes maligna, o anhangá foi associado pelos colonizadores portugueses à figura do diabo para fins catequéticos. Outros estudiosos afrimam ainda que pelo fato de suas águas serem muito férreas e ácidas tem o significado de “água venenosa”. Atualmente, o mesmo está canalizado e escondido, exceto por suas nascentes, que se encontram ao ar livre, entre as regiões de Vila Mariana e Paraíso. O Vale, por causa de seu tamanho, foi palco de fatos históricos de grande importância nacional, como a inauguração do Viaduto do Chá, em 1892, a canalização do Ribeirão Anhangabaú, em 1906, e a substituição dos jardins do parque por avenidas, em 1940, seguindo as mudanças arquitetônicas da cidade.
Não se sabe ao certo quando a região do Vale do Anhangabaú foi ocupada, mas há registros que sinalizam que, em 1751, o governo já se preocupava com um vale aberto por Tomé de Castro na região localizada entre o Rio Anhangabaú e um lugar onde se tratava a água como "Nhagabaí". A área pertenceu ao Barão de Itapetininga, uma propriedade herdada de seu tio, Coronel Francisco Xavier dos Santos, conhecida como “Chácara do Chá”, localizada no “Morro do Chá”, cujos limites eram a Rua Líbero Badaró e todo o Vale do Anhangabaú, Largo da Memória, Rua Sete de Abril, Avenida Ipiranga e Praça da República, indo até a atual Avenida São João e daí até a Rua Líbero Badaró novamente. 
Na região, para desviar da Chácara do Chá, os moradores eram obrigados a descer pela Rua Doutor Falcão Filho, atravessar a Ponte do Lorena e em seguida subir a Ladeira da Memória, para atingir o outro lado do morro, separado pelo rio. A Câmara Municipal de São Paulo pressionou o Barão de Itapetininga a ceder parte de suas terras, que foi posteriormente transformada na primeira rua do Vale, a Rua Formosa, em 1855. Mais tarde, o presidente da província, João de Matos, solicitou a cessão de nova parte das terras do Barão, sendo atendido com uma condição específica, que acabaria respeitada: de que a ele fosse dado o nome de Rua Barão de Itapetininga.

### Paisagismo e reurbanização

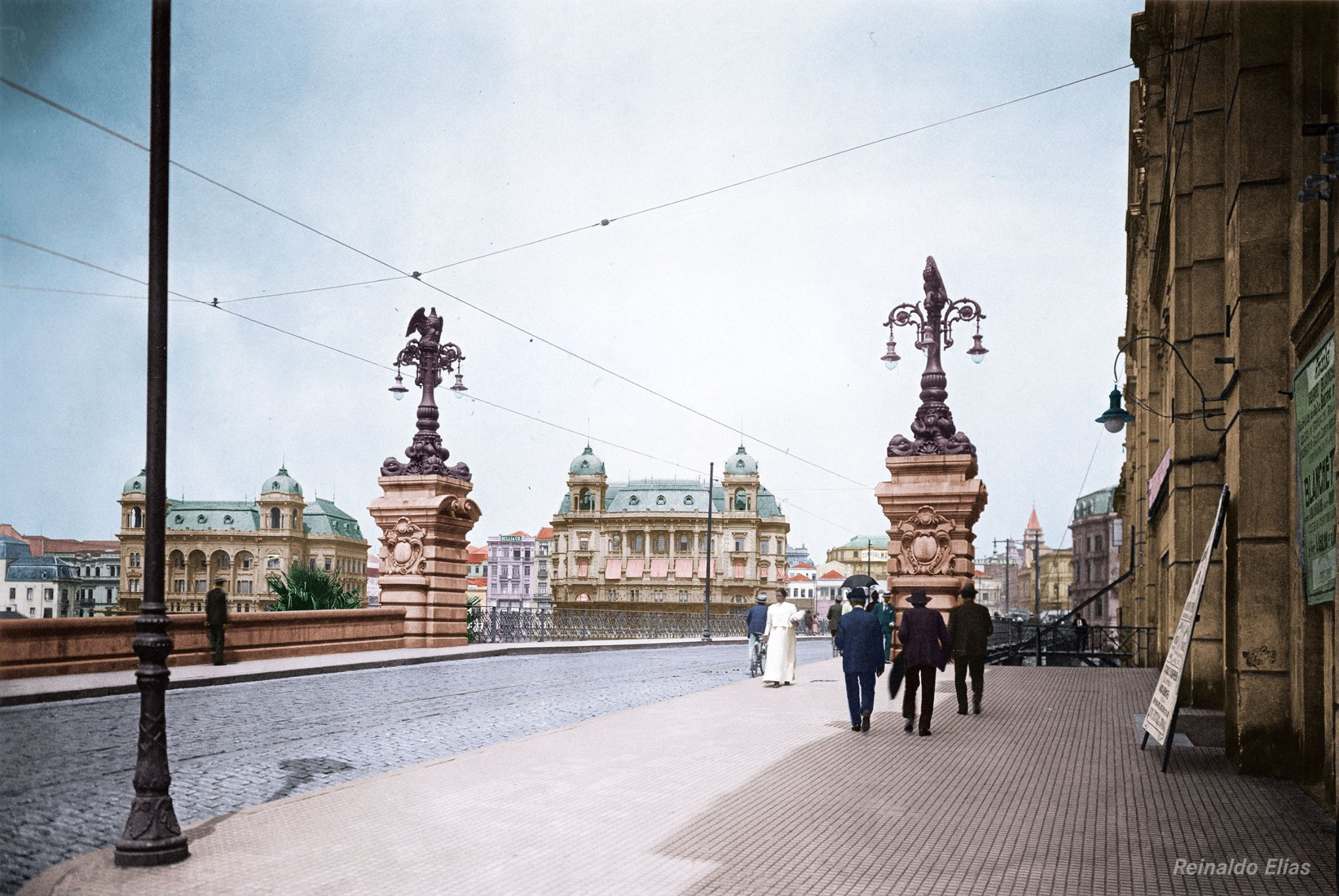
Palacetes Prates vistos do Theatro São José

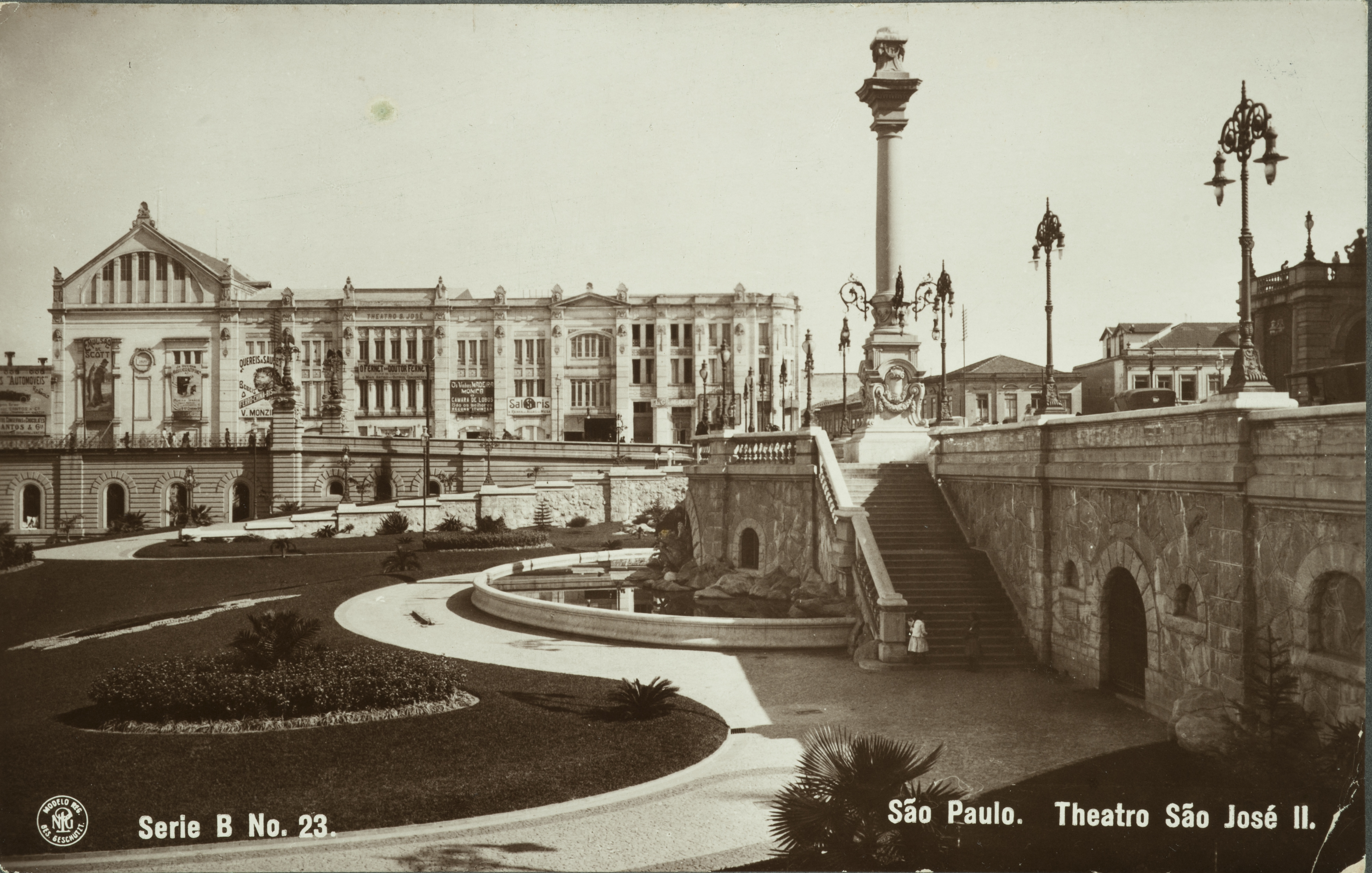
Antigo Theatro São José, no início do século XX

Durante a década de 1870, a distribuição populacional da cidade de São Paulo era irregular em relação às outras cidades coloniais brasileiras, uma vez que carecia de pessoas em áreas urbanas, diferentemente de Rio de Janeiro, Salvador, Porto Alegre e Belém. Sua população mantinha-se predominantemente na região da Sé, ao lado de terrenos que tinham a função de desenvolver vários tipos de serviço público especialmente para a parte mais pobre da população. Além disso, a cidade não possuía um sistema de transporte público muito desenvolvido e elaborado para a sua realidade, visto que as regiões mais afastadas do centro se conectavam a ele a partir de estradas precárias. No entanto, houve um aumento da demanda para incorporar áreas novas na cidade e, a partir desse acontecimento, a ocupação nas proximidades da região da Sé foi uma alternativa a grande parte da população e dos empreendedores da época, mas que teve de contornar os desníveis do local, as várzeas pantanosas e os terrenos que se faziam inadequados para ser ocupados por pessoas. Assim, a partir da necessidade de tornar a região mais acessível a moradores, foram grandes os tratamentos originados para que houvesse a expansão da cidade para o centro. Com isso, diversos programas de melhorias urbanas foram desenvolvidos para a região do Vale do Anhangabaú. Dessa forma, muitos tratamentos foram visíveis, principalmente entre 1872 e 1875, período no governo de João Teodoro, que ficou conhecido como "segunda fundação de São Paulo". Durante sua gestão, foram definidas muitas transformações que visavam ao progresso da cidade dentro de seu programa presidencial. Ele propôs mudanças na estrutura e na simbologia de São Paulo, mas não tinha como foco alterar a economia de agro-exportação do País na época. Assim, ele prometeu uma transformação na aparência das cidades do País, realizando uma junção entre estética e estrutura e, dessa forma, pensou em mudanças que pudessem transformar São Paulo na "capital do café".
Em 1877, teve início a urbanização da área, por meio da idealização do Viaduto do Chá — que só seria inaugurado em 1892. Para a construção do viaduto, foi desapropriada apenas a faixa utilizada para a obra. Em 1884, o decreto 233 (primeiro código sanitário do Estado de São Paulo) foi feito para contribuir com o recém-criado órgão de Serviço Sanitário. O código trazia em si algumas regras que proporcionavam melhorias para a questão do solo nas cidades, como mais árvores, calçamento de ruas e drenagem de terrenos úmidos, o que indicou que a drenagem das várzeas de São Paulo passasse a ser uma norma.
Durante a gestão de João Alfredo Correia, pernambucano que presidiu São Paulo entre 1885 e 1886, diversas obras também foram iniciadas. Ele trazia a proposta de criar um bulevar circular em torno da área central, de modo que compreendesse uma gigante avenida repleta de árvores, do Brás ao Ipiranga, na várzea saneada e drenada do Rio Tamanduateí, que, por sua vez, se ligaria a outras avenidas e inclusive ao Córrego do Anhangabaú — que estava sendo retificado na época. Mesmo com tantas sugestões de melhoria urbana, apesar de suas propostas, a complexidade de elaboração das obras eram maiores do que os governos monárquicos poderiam atuar naqueles momentos, de forma que não foram realizadas.
Até 1900, os responsáveis pelas questões de obras públicas na cidade eram profissionais que tomavam conta das questões sanitárias da região, os chamados médicos e engenheiros sanitários conhecidos como "higienistas". Tratava-se de profissionais cujas funções designadas se restringiam a combater alguns desafios da saúde ou contribuir com o desenvolvimento das cidades a partir do saneamento urbano. No fim do século XIX, no entanto, São Paulo conheceu uma nova concepção de "transformações urbanas", que surgiram com o decorrer das transformações ao redor da própria cidade, como a urbanização crescente em estados como o Rio de Janeiro. Assim, o Estado de São Paulo passou a estabelecer critérios mais objetivos, a fim de conseguir encontrar soluções para problemas enfrentados pela população. Dessa forma, o engenheiro e o médico abriram espaço para que novos engenheiros urbanistas e também sociólogos, juntos, construíssem e elaborassem ações a favor da modernização de São Paulo.
Por cuidarem de assuntos referentes ao desenvolvimento das cidades, os tais engenheiros e arquitetos também se consideravam urbanistas, portanto eram vistos pela maior parte da população como responsáveis por funções específicas e determinadas somente por um administrador público da cidade, que se encarregava de estabelecer melhorias às obras públicas de São Paulo. Foi justamente a ascensão dos ensinamentos de técnicas de autoridades do meio público é que propostas de melhoria começaram a ser elaboradas. Com isso, os desafios de São Paulo — que, aos poucos, absorvia a modernização que chegava a outras cidades do Brasil — tornaram necessária a reconfiguração do Vale do Anhangabaú, um dos locais que mais foram afetados por essa modernidade. Como grande transformação de seu espaço, os urbanistas responsáveis pelas mudanças na região se dispunham a novos pensamentos, saberes e experiências da modernização, tanto das técnicas quanto dos pensamentos.

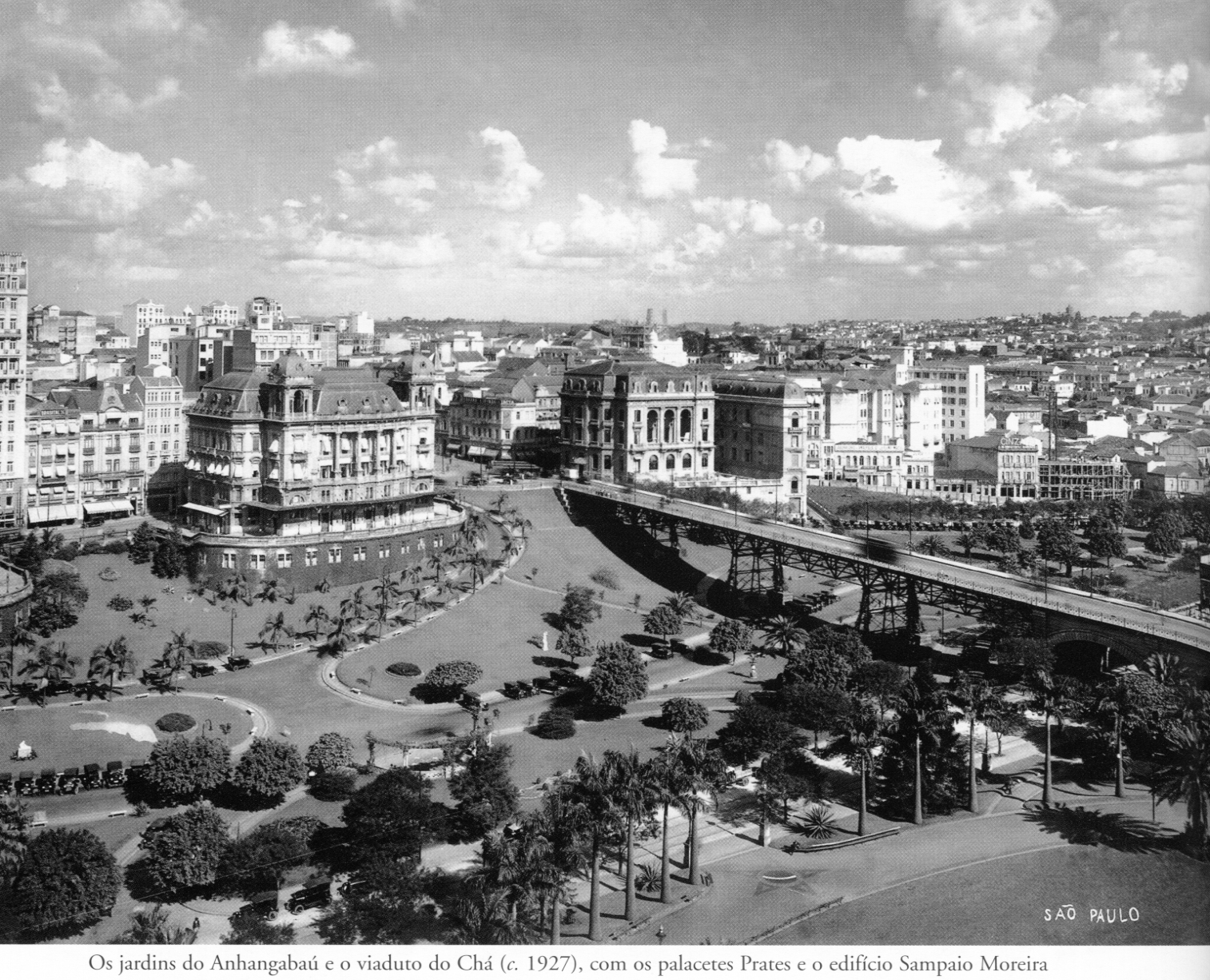
Parque do Anhangabaú na década de 1920

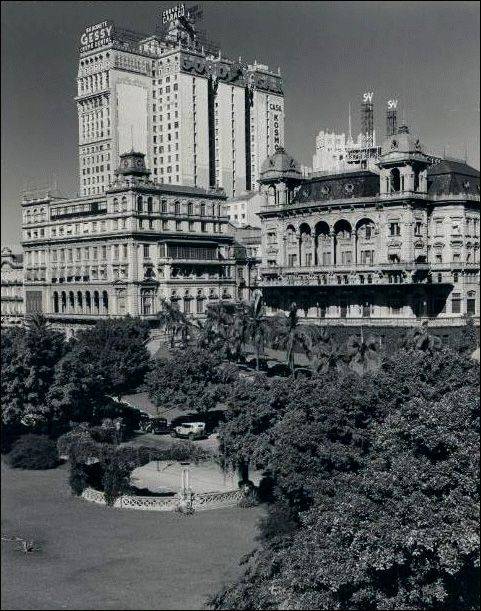
Palacetes Prates em 1931

A partir da criação da Superintendência de Obras Públicas, após a instauração da República em 1889, e a aprovação da Constituição de 1891, durante a gestão de Antônio Prado (1898 a 1911), este elaborou um programa que pretendia criar muitas paisagens, como a canalização de quase trezentos metros do leito das margens do Rio Tamanduateí e, entre outras obras, a cobertura e canalização do Anhangabaú, eliminando, assim, uma relíquia do século XVIII, a ponte Acu. A mudança foi inaugurada em 1904. Conforme as mudanças aconteciam, o ritmo populacional crescia, fazendo com que Ipiranga e Barra Funda concentrassem a classe operária, enquanto em bairros próximos a áreas valorizadas, como Anhangabaú, Bexiga e Cambuci, a participação em formas de valorização social e econômica foi um pouco mais complicada.
Após um longo período de descaso, em 1910 foi realizada uma grande arborização do Vale do Anhangabaú, resultando na formação do Parque do Anhangabaú. Esse projeto tomou forma a partir de uma combinação de três projetos, incluindo o "Grandes Avenidas", de autoria do arquiteto Alexandre Albuquerque, que resultaram na urbanização do vale com a inserção edifícios. Entre 1910 e 1911, importantes propostas de remodelação da área do Vale do Anhangabaú surgiram, visto que nenhuma construção de edifício era vista próxima a ele, que se encontrava "abandonado" pelo centro urbano, bem como a Várzea do Tamanduateí, com projetos de canalização não finalizadas.
A fonte localizada na encosta à esquerda do Vale, logo abaixo da escadaria, é de autoria do escultor italiano Luigi Brizzolara, inspirada na Fonte dos Desejos de Roma. O conjunto de escultura, que possui o mesmo nome da fonte, foi projetado em 1922 por uma promulgação da Prefeitura que não só aprovou a obra como destinou 65 contos de réis para seus gastos. Antes ocupado por um obelisco, o local ganhou o projeto como homenagem da comunidade italiana ao centenário da Independência do Brasil.
O conjunto conta com doze esculturas feitas em mármore, bronze e granito. A figura dominante é a escultura do compositor brasileiro Carlos Gomes, capturado em uma atitude de meditação. Na parte de baixo, sustentando o globo, três cavalos alteiam a figura alegórica de Glória e as náiades, entidades mitológicas que protegem fontes e rios. A obra é uma representação da música, da poesia e de alguns dos mais famosos personagens das óperas do compositor.
Entre 1920 e 1930, o Vale do Anhangabaú serviu como importante centro de socialização e encontro entre homossexuais. O Parque do Anhangabaú servia como ponto de encontro entre homens e mulheres que desejavam encontrar parceiros e se manifestar sexualmente. Tratava-se de um local que possuía muitos pontos que já eram caracterizados por prostitutas e homossexuais em busca de parceiros sexuais.

### Via expressa e remodelação

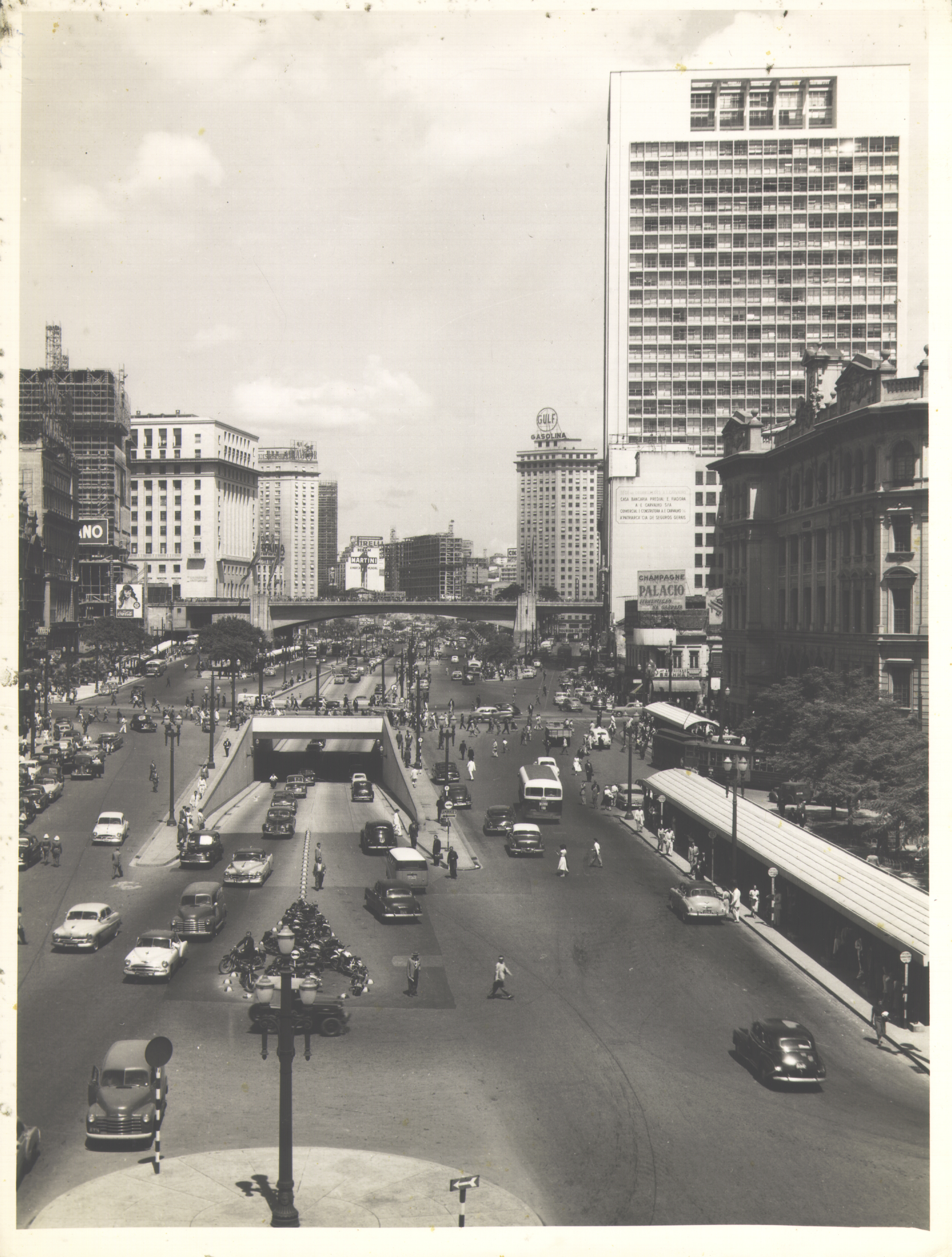
Via expressa no vale do Anhangabaú, por volta dos anos 1940

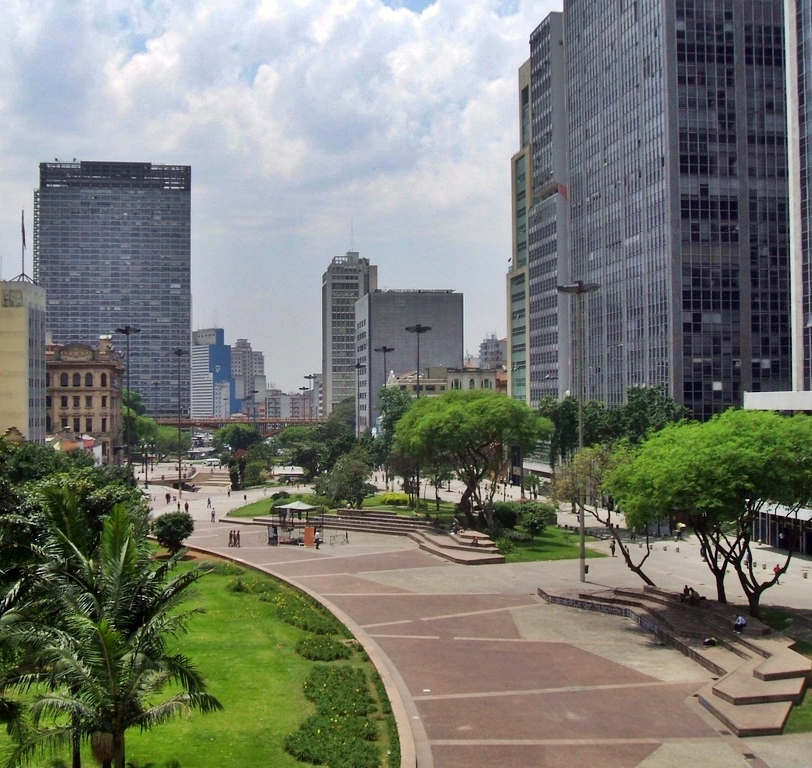
O Vale do Anhangabaú em 2008, após a recriação do parque

No fim da década de 1930, o parque foi desfeito e deu lugar a uma via expressa. Na década seguinte, foi criada uma ligação subterrânea entre as praças Ramos de Azevedo e do Patriarca: a Galeria Prestes Maia, onde foram instaladas as primeiras escadas rolantes da cidade. O cruzamento entre as avenidas Anhangabaú e a São João ganhou uma passagem em desnível em 1951, com a construção do Buraco do Ademar, que lá permaneceu durante 37 anos, sendo posteriormente substituído por dois túneis homônimos (Papa João Paulo II). O lado leste do vale foi remodelado aos poucos em meados do século XX, com a demolição dos três Palacetes Prates, entre 1935 e 1970, dando lugares a prédios mais altos.
No início da década de 1980, a Prefeitura realizou um concurso público para a remodelação da região. Os urbanistas Jorge Wilheim e Rosa Grena Kliass foram os vencedores, propondo um projeto de revitalização que criava uma laje sobre as avenidas existentes no local, em uma altura suficiente para ligar os dois lados do Vale, com o tráfego de automóveis ficando abaixo e recriando a área verde entre os viadutos do Chá e Santa Ifigênia. O principal foco era transformar o Vale em um grande bulevar, para retomar a função original de sua construção no início do século XX.
Para além dos espaços de lazer da praça, o projeto significou integrar o centro histórico, conectando os marcos simbólicos da região. O projeto dos dois, assim, valorizava o espaço direcionado às pessoas que andavam a pé, facilitando o fluxo de pessoas na região e tornando-se tendência posteriormente, com a junção de funções entre arquitetos e paisagismo. Assim, a participação destes chegou a ser considerada de grande importância para a elaboração dos planos diretores da cidade, visando cada vez mais ao reflorestamento de paisagens urbanas. Este projeto acabou arquivado e assim permaneceu até o final daquela década, quando foi resgatado, na época em que era estudado o fim do Buraco do Ademar.
Desde 2019 o Vale do Anhangabaú esteve em uma reforma, que foi concluída em 2021. A reforma deu ao Vale do Anhangabaú um aspecto de esplanada, com fontes luminosas, iluminação, pista de skate e assentos.

### Manifestações políticas
Além da importância para a história da arquitetura da cidade, o Vale do Anhangabaú desempenhou um papel de muita influência para a história social dos paulistanos. Um marco para a história do Vale foi o evento que ficou conhecido como "Diretas Já". O movimento aconteceu de modo espontâneo e repercutiu em nível nacional, pois o povo exercitava seu poder político através do desejo por eleições diretas para escolher o presidente do Brasil.
Vários comícios foram realizados, sendo o primeiro deles na cidade de Abreu e Lima, Pernambuco, em 31 de março de 1983. Em novembro do mesmo ano, dez mil paulistanos reuniram-se para o primeiro comício realizado na Capital. Depois desses dois primeiros comícios, o movimento tomou grandes proporções ao redor do país.
Após os dois comícios, outro que ganhou repercussão aconteceu no 430.º aniversário de São Paulo, em 25 de janeiro de 1984. As pessoas organizaram-se em uma manifestação que contou com mais de duzentas mil pessoas e ocupou a região da Praça da Sé. Assim, em questão de dias, comícios passaram a ser formados por grandes multidões e passaram a ocorrer em praças e locais públicos de cidades como Brasília, Rio de Janeiro e Belo Horizonte, manifestando o desejo de conquistar a própria cidadania.
A manifestação de 16 de abril de 1984, no entanto, merece destaque, pois, nela, mais de um milhão de pessoas se reuniu no Vale do Anhangabaú, para dar continuidade às manifestações do "Diretas Já!".